# Nepallök
Nepallök (Allium wallichii) är en växtart i löksläktet och familjen amaryllisväxter. Arten beskrevs av Carl Sigismund Kunth.

## Beskrivning
Nepallöken blir 30–70 centimeter hög och har lila blommor. Den blommar i augusti till september. Arten är tuvbildande, och skickar ut långa underjordiska utlöpare och bildar på så sätt glesa, men stora bestånd.

## Utbredning
Artens utbredningsområde är från Pakistan till södra Kina och norra Indokina. Den odlas även som prydnadsväxt i andra delar av världen.

## Habitat
Nepallöken växer helst i väldränerad, humusrik jord. I sitt ursprungsområde växer den framför allt i snårskogar och skogsbryn.

## Användning
Nepallöken är ätlig och beskrivs som en utsökt vildgrönsak. I södra Himalaya används bladen som grönsak, eller torkas och mals till ett pulver och används som krydda.